# Le Verdon-sur-Mer
Le Verdon-sur-Mer là một xã thuộc tỉnh Gironde trong vùng Aquitaine đông nam nước Pháp. Khu vực này có độ cao trung bình 6 mét trên mực nước biển.